# 學甲慈濟宮
學甲慈濟宮，為一位於臺灣臺南市學甲區慈福里內的廟宇，奉祀保生大帝為主神，為「學甲十三」區域的「人群廟」，也是安南區「十六寮保生大帝聯庄」祭祀組織中多數廟宇的祖廟，亦為臺南市定古蹟。

## 環境
學甲慈濟宮位於學甲區中心慈福里濟生路上，鄰近學甲市場。現有廟地為清代時由鹽水岸（今鹽水區）趙姓信徒所捐獻，面積約為0.213公頃。。

## 沿革

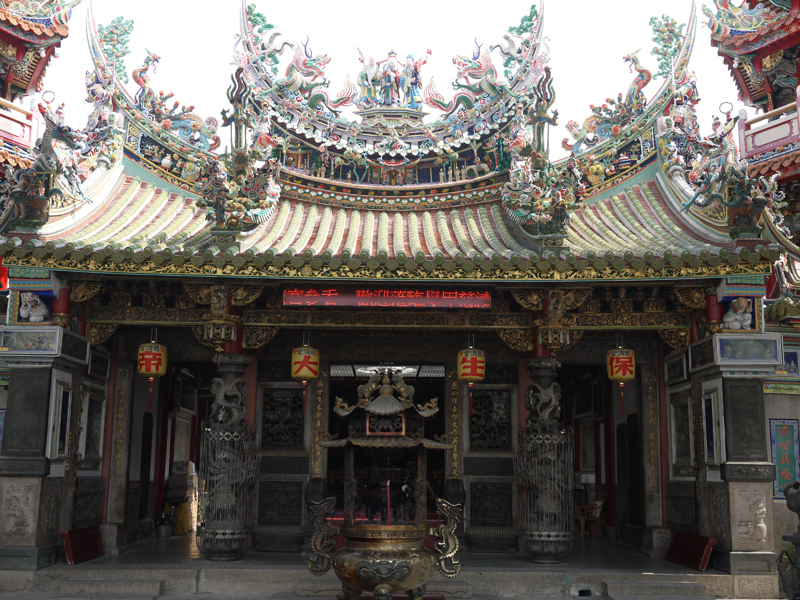
學甲慈濟宮三川殿

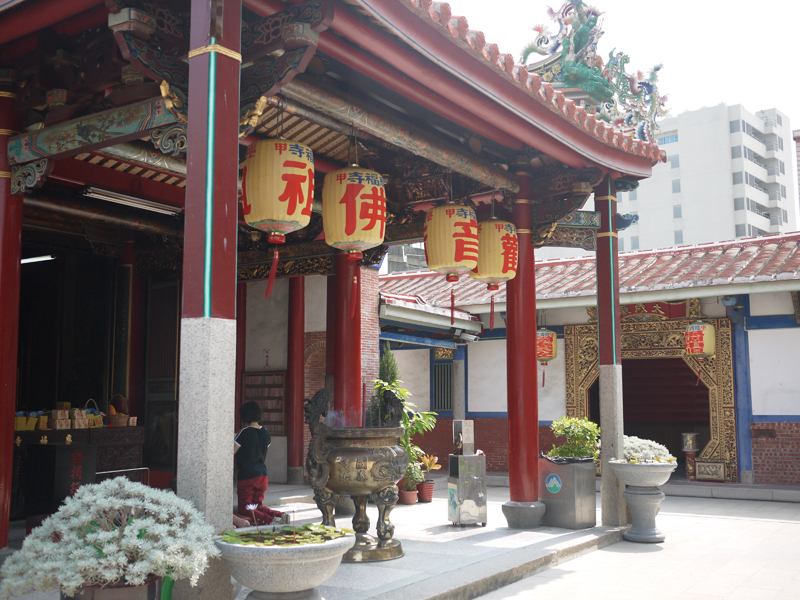
學甲慈濟宮後殿（慈福寺）

學甲慈濟宮祀奉保生大帝，據說廟內主祀神像「開基二大帝」出自福建省泉州府同安縣白礁鄉（今漳州市龍海區角美鎮白礁村）祖廟「白礁慈濟宮」，為祖廟最早建廟雕刻的三尊保生大帝神像之一。由於該廟建於南宋紹興二十一年（1151年），故神像可能已有八百餘年歷史。此神像於明鄭時期由白礁鄉積善里百姓李勝攜帶，隨鄭成功部將陳一桂渡海來臺。李勝於學甲將軍溪頭前寮渡口上岸，並定居於今學甲區下社角部落，至康熙四十年（1701年）有鹽水趙姓人家捐地，遂於現地正式建廟祀奉，成為當地信仰中心，後來信仰圈逐漸擴大至學甲堡之範圍。

### 祭祀圈
學甲慈濟宮的祭祀圈以今日學甲市中心的區域為主，包含新榮里、仁得里、慈福里、明宜里、秀昌里等範圍，即所謂下角、中角、後角等區域。
- 下角：包含溪仔墘、縣內角、下角周、宅口、下社角、東竹圍、仁得等角頭。
- 中角：包含煥昌、錦繡角、三角仔、中角謝、中角羅、中社角。
- 後角：包含後社、澎城（下溪洲）等角頭。

### 信仰圈
學甲慈濟宮信仰圈範圍由清代以來逐漸擴大。今天，除學甲前社、中社、後社外，慈濟宮的信仰範圍涵蓋三寮灣、溪底寮、二重港、灰磘港、渡子頭、宅子港、倒風寮、學甲寮、草坔、大灣、中洲、山寮等十三個庄頭，合稱為學甲十三庄。大抵包括今天學甲區、北門區錦湖、玉港、三光、慈安、仁里、中樞各里及鹽水區飯店里等區域。

## 奉祀神祇
- 正殿供奉保生大帝為主神，陪祀有三官大帝、謝府元帥（謝玄）、中壇元帥、虎爺、趙元帥、康元帥、張聖者、江仙官、書僮。
- 後殿稱為慈福寺，供奉觀音佛祖，陪祀有韋馱尊者，左側為註生娘娘、花公、花婆，右側為福德正神，兩壁則供有十八羅漢。
- 左廂拜斗廳奉祀文昌帝君、南斗星君、北斗星君，太歲廳奉祀值年太歲。
- 右廂光明廳則供奉舊時的廟祝菜公

## 建築

### 修建歷程

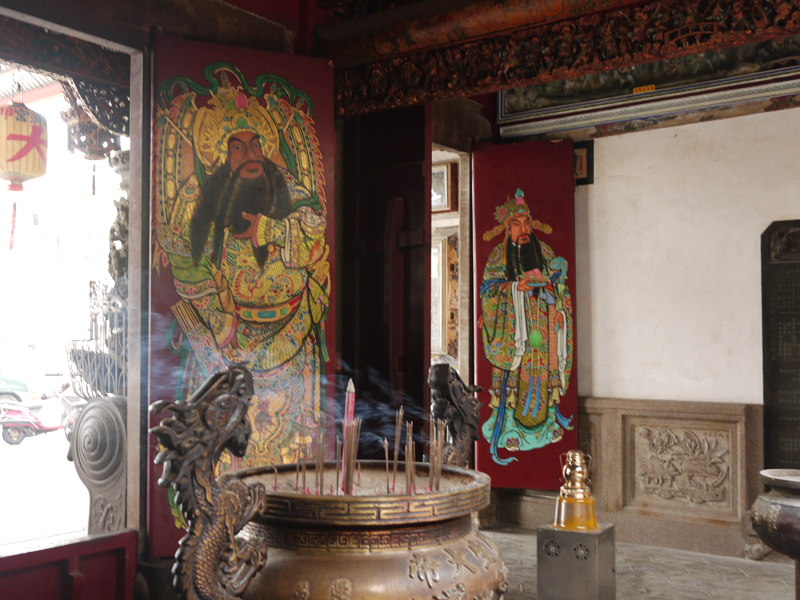
三川殿門神

學甲慈濟宮原為簡單草寮，1701年正式建廟，廟體建築歷經1744年（乾隆9年)、1806年（嘉慶11年）、1860年（咸豐10年。）、1929年（昭和4年）、1965年（民國54年）、1977年（民國66年）、以及2000年至2003年（民國89年至92年）間等七次重要整建。2005年時又進行古蹟彩繪修復。

### 結構與樣式
目前學甲慈濟宮主體建築分為前殿、正殿、後殿三落建築，為三落三間起建築，大體保持嘉慶至咸豐年間面貌。三川殿前左右各有舊式金爐一座，屬三級古蹟建物的一部分，已不燃燒金紙。另在廟庭左側停車場上新建金爐。2002年於廟庭前端興建牌樓一座。
學甲慈濟宮的三川殿屋脊為三脊形式，屋頂為硬山式單簷造型，房屋的棟架採曲三柱式，架內結構為三通三抱斗的形式，殿前的石鼓與石枕為咸豐年間修建時所造。正殿屋脊為一條龍並有燕尾，屋頂同為硬山單簷的形式，在結構上，前步口為二通二獅座，棟架內則為典型的三通五瓜。後拜亭為四垂式屋頂。至於後殿屋頂形式則與正殿相同，棟架內亦為三通五瓜。
左右兩邊有護龍，前部兩側於1977年增建為鐘鼓樓，為六角樓，目前左廂除辦公室外，設有拜斗廳、太歲廳，並供人奉祀斗燈、太歲符；右廂則為光明廳，供人點光明燈。

### 附屬建築
學甲慈濟宮廟埕兩側有日月井（亦稱龍虎井），1955年該廟於西側廟地興建店鋪，1966年於濟生路興建慈生別館，1977年於廟宇左側興建保生賓館，作為香客大樓。1982年在保生賓館前另建慈濟文化大樓，兼作為戲台。

#### 白礁亭

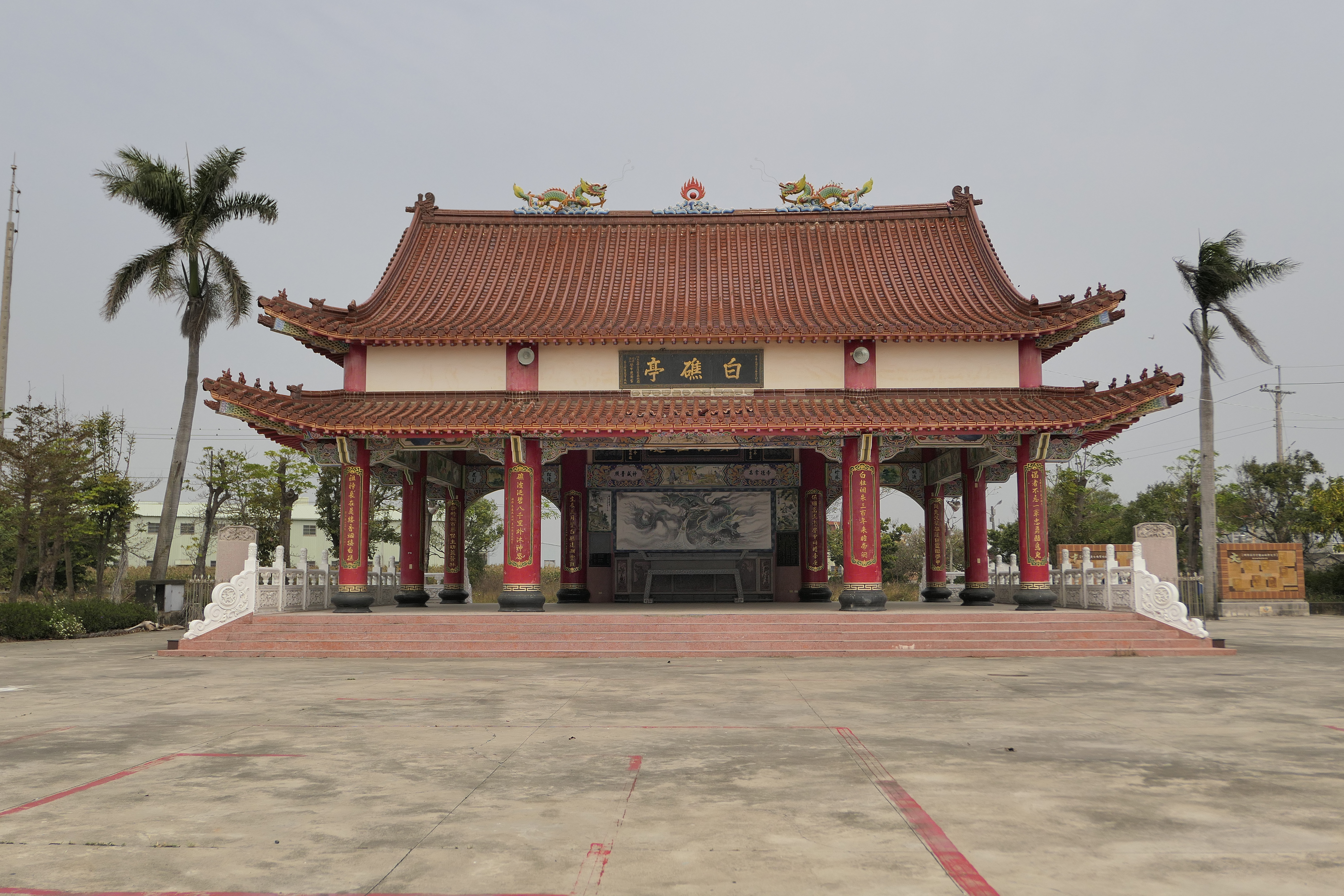
白礁亭

1978年，學甲慈濟宮在該地頭前寮將軍溪畔建「鄭王軍民登陸暨上白礁謁祖紀念碑」，由當時的台南縣長楊寶發、台灣省文獻委員會主任委員林衡道、台灣史蹟研究中心主任黃宇元、慈濟宮董事長鄭帝分別於四面題字，楊寶發與鄭帝並撰有碑記。1981年於當地建立白礁亭，以備舉行謁祖祭典。
白礁亭現緊鄰將軍溪堤防道路，堤防道路自華宗橋開始至將軍溪出海口，現也規劃為自行車道。

#### 日月井及西側店鋪
日月井（龍虎井）為兩口分居廟埕兩側的井，東側（青龍側）為圓形日井，井水甘美為早期飲水來源；西側（白虎側）為半月型月井，井水有鹽分早年多用於洗衣灑掃。民俗上認為此設置有「呼天應地」之涵義，能協助信眾傳達心意給神明。
兩口井後來隨自來水普及而停止使用，月井更因民國44年（1955年）西側廟地出租興建而被遺忘，直到民國107年（2018年）廟方整修店鋪時才被發現，由時任常務董事李光田向廟方提議整修立碑、聘請專人考證歷史。西側店鋪則於同年7月14日完工開幕，由慈濟宮董事長王文宗、副董事長陳浚鎰、其他董監事、前台南市觀光旅遊局長陳俊安等人剪綵，並準備200台斤之虱目魚丸供民眾免費品嘗。

## 重要文物

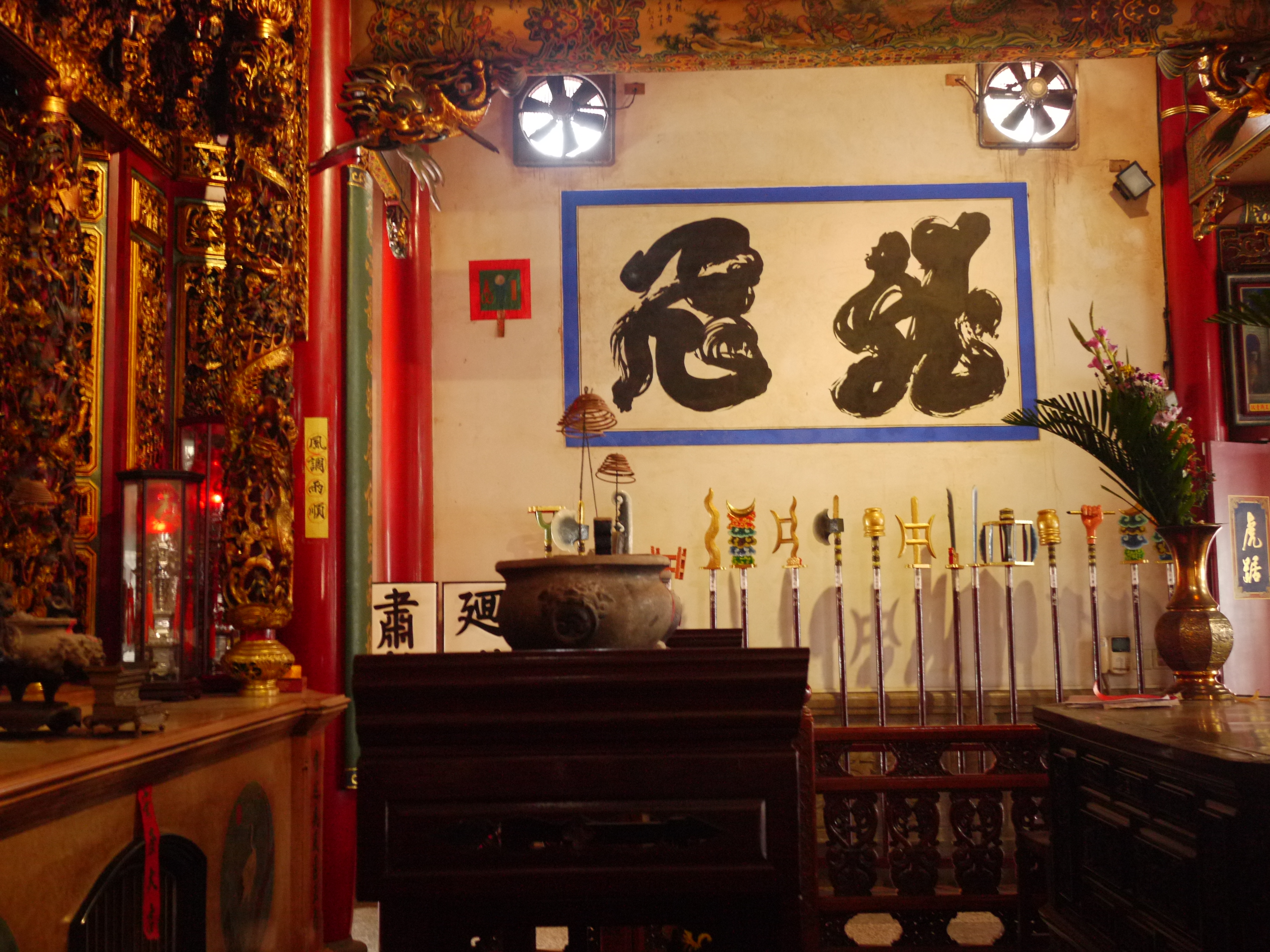
【龍飛】狂草字樣

1860年改建時，聘請藝師葉王（葉麟趾）製作交趾陶，裝飾於壁堵、廟頂，成為鎮廟之寶。1929年整修時，由於許多葉王作品風化腐朽，遂聘請汕頭剪黏匠何金龍改以剪黏作品取代部分交趾陶作品。廟壁上尚有「空城計」、「狄青戰天化」、「百忍堂」、「梁武帝昇道」等多幅作品。1980年葉王作品連夜遭竊56件，至2003年由震旦文教基金會董事長陳永泰意外購得其中36件，於2004年捐贈慈濟宮，廟方遂建立「葉王交趾陶文物館」收藏，目前廟內共藏有葉王作品一百餘件，多數都已由廟體建築中取下，收藏於文物館中。
何金龍的剪黏作品亦是慈濟宮建築的一絕，在廟壁上可見「古城會」、「打黃蓋」、「鴻門宴」、「甘露寺看新郎」、「金山寺」等208件作品，十分精美。
正殿中有書法家楊草仙先生於九十高齡時手書狂草「龍飛」、「鳳舞」四字，字長四尺。山川殿門神原由台南彩繪匠潘麗水所繪，於2004年改建時，重新繪製，而兩旁龍、虎門的門神彩繪，則是由已故新傳獎得主李漢卿所構繪。廟中楹聯多由名人手書，如正殿中可見葉公超、錢大鈞所寫的對聯，後殿則有吳三連、黃雪村、宗孝忱的作品。
廟中的匾額甚多，其中有六方清代古匾，分別是1861年（咸豐十一年）所立的「真人所居」、「濟世曰生」；1864年（同治三年）所立的「帝德同天」，1870年（同治九年）的「帝德協天」、1884年（光緒十年）的「帝前無欺」、1892年（光緒十八年）的「巍巍帝德」等。
2000年該次改建係由漢光建築師事務所監造規劃設計，中門彩繪由嘉義林仁和（劍峰）仿繪；交趾燒部分由名師林洸沂仿作修復，屋頂剪黏部份由新港林宗民負責三川殿與前殿，北港名匠許哲彥負責後殿修作。完工後2005年進行慶成清醮大典，由知名道長陳榮盛先生主醮。
另外廟前一對高達十九公尺（六十三台尺）的紅檜木旗杆也極為著名，1953年由慈濟宮信徒捐建，採取直雙斗座，二斗二箍的形式。2004年重建期間改立新旗杆，舊杆轉贈予佳里鎮蕭壟文化園區，園區為表尊重慈濟宮，降三台尺高度豎立。

## 祭典

### 上白礁謁祖祭典
主條目：上白礁謁祖祭典
上白礁謁祖祭典為學甲慈濟宮最重要的年度祭典，為西南五大香科之一，於每年農曆3月11日舉行，學甲十三庄的信徒於學甲區頭前寮將軍溪畔，舉行遙祭福建白礁慈濟祖宮的儀式，在謁祖祭典前，慈濟宮與境內十三庄廟宇、交陪廟的神轎、陣頭於學甲市區及中洲地區舉行遶境廟會，每四年擴大舉行刈香儀式，稱為「學甲香」。此一祭典最早應可追溯至清代雍正、乾隆年間，到了道光年間應已有基本的雛形。謁祖祭典原為鄉鎮區域內的廟會，於1977年後逐步提升規模。2008年原台南縣政府公告「學甲上白礁暨刈香」為「台南縣縣定文化資產」。並於2022（壬寅）年，經文化部正式登錄為「國家重要民俗」

### 南巡
台南市安南區原為台江內海，經泥沙淤積逐漸形成陸地，拓墾先民多自曾文溪北岸遷徙移居，逐漸形成所謂「台江十六寮」的區域。而許多拓墾者便來自學甲地區，並自慈濟宮分靈、分火前往奉祀，建立角頭廟宇，逐步擴張成為以保生大帝為祭祀主神的聯庄祭祀組織。當地百姓追懷原鄉祖廟，於每年保生大帝誕辰後便迎請慈濟宮保生大帝神像前往當地繞境巡狩，後來因時代變遷，繞境習俗中斷多年，然而該地廟宇每年仍會迎請學甲慈濟宮保生大帝前往當地廟宇輪流駐蹕，接受百姓祭拜。2010年在慈濟宮與安南區十六寮各廟宇的倡議下，循舊日之例，擴大舉辦為「安南巡禮」活動。

## 相關掌故

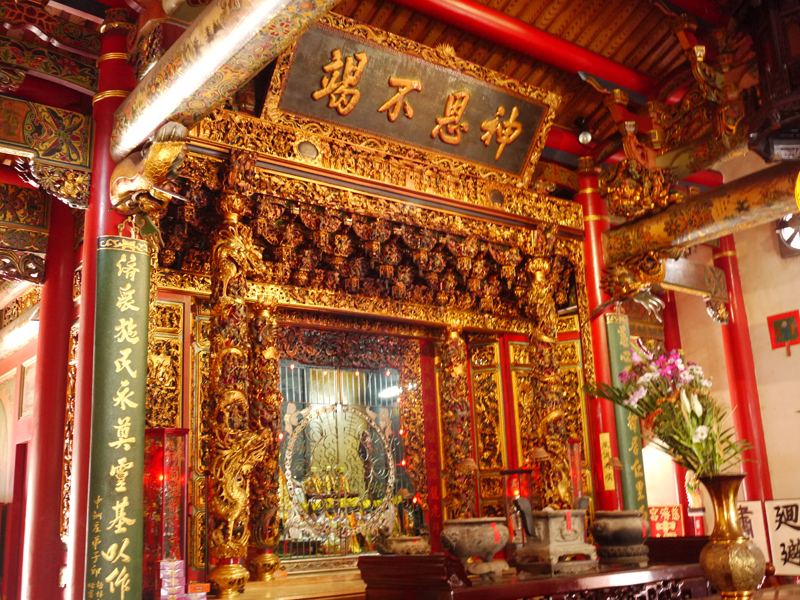
神恩不竭匾額

學甲慈濟宮開基二大帝由李勝迎來台灣之後，早期由李家奉祀於下社角（位於學甲鎮仁得里、慈福里之間），李勝有三房子孫，大房奉祀開基保生二大帝，二房奉祀開基謝府元帥，三房奉祀開基中壇太子。因大房事業不順，遂將開基二大帝留置於路旁，由當地鄉人建草庵祭祀，多有神蹟，遂逐步擴建成為大廟。而原下社角則另刻保生大帝神像，後則建廟白礁宮祀奉保生大帝、謝府元帥、中壇太子等，為當地庄廟。

### 開基二大帝神像失而復得
依學甲當地民間相傳，學甲慈濟宮開基二大帝曾於西元1860年左右失落，由嘉義北社尾軍伕迎奉，僅留下大帝神像木椅，1945年下社角李抄、李長記父子連夜受保生大帝托夢，李長記遂前往北社尾查訪，趁機迎回開基二大帝神像。學甲宅子港居民聽聞，出動八人大抬神輿，迎奉神像返回學甲。下社角放棄迎奉開基二大帝權利，將神像歸回學甲慈濟宮奉祀。現學甲慈宮正殿左壁上嵌有「開基二大帝復歸慈濟宮協議文勒石」即是這個事件的歷史紀錄。
嘉義北社尾保安宮當地傳說則大異其趣，相傳有學甲人士，有感於北社尾保生大帝神威顯赫，遂趁管理人不備，迎往學甲慈濟宮奉祀。而後開基二大帝於信徒問事時，顯靈起乩，由乩童帶回保安宮，僅留下神像座椅而已。

### 慈濟宮、清濟宮斷香
學甲慈濟宮自清代以來便有返回福建白礁慈濟宮謁祖的活動，依照傳統邀請學甲大灣清濟宮參與，清濟宮所祀保生大帝與學甲慈濟宮保生大帝平座，1983年慈濟宮於將軍溪畔舉辦祭典之處新建白礁亭，以亭內占地狹小為由，改變清濟宮保生大帝的祭典地位，引起清濟宮廟方不滿，1988年清濟宮正式退出上白礁謁祖祭典，另行舉辦謁祖請水儀式。慈濟宮與清濟宮兩廟斷香，兩廟並各自聘請學者，援引文獻，考證源流，互爭建廟時間早晚，成為台灣民間信仰中互爭正統地位的一件公案。

### 舊四大帝神像由來
學甲區學甲寮慈照宮於上白礁祭典時，神轎皆排列於慈濟宮之前，乃肇源於慈照宮雕刻保生大帝神像奉祀時，神像較慈濟宮保生大帝神像高大，雕刻後學甲寮庄內事故紛傳，經庄內大老請示神意後，將慈濟宮原祀舊四大帝與慈照宮神像交換，現今慈濟宮內舊四大帝神像實為當年慈照宮開基神像。

### 舊三大帝神像由來
據佳里區番仔寮應元宮當地耆老流傳，學甲慈濟宮內所奉祀舊三大帝即為番仔寮應元宮二大帝。相傳學甲慈濟宮舊三大帝與應元宮二大帝同時送往一家佛具店剃面整飾，學甲慈濟宮主事人員見店內司傅為神像於水桶內退神洗滌時，應元宮神像因水面浮力反彈至桶外，誤為神蹟顯示，遂與店內商量，私下與應元宮神像交換，迎回慈濟宮祀奉。二戰後，及1957年番仔寮應元宮丁酉科謝恩祈安三朝清醮時，應元宮皆曾派出神轎迎請學甲慈濟宮舊三大帝神像前往鑑醮。

## 分靈廟宇
學甲慈濟宮的分靈廟宇隨著學甲人的遷徙拓墾足跡，遍佈台灣。
- 台南市
  - 學甲十三內：學甲區下社白礁宮、學甲區後社集和宮、學甲區新寮普濟宮、學甲區學甲寮慈照宮、學甲區西爿寮慈良宮、學甲區西爿寮慈華宮、學甲區大埔口保安宮、學甲區宅仔港慈德宮、學甲區頂草坔保生宮、學甲區下草坔慈興宮、學甲區中洲惠濟宮、北門區三寮灣東隆宮、北門區灰瑤港天封宮、北門區二重港仁安宮
  - 鹽水區下林保生宮、佳里區蚶寮福安宮、七股區看坪福安宮、七股區七股九龍宮、七股區頂義合保安宮、七股區下義合保興宮
  - 安南區舊五堡內：安南區新宅濟福寺景德祠、安南區新宅新安宮、安南區外塭和濟宮、安南區舊和順慈安宮、安南區溪頂寮保安宮、安南區總頭寮興安宮、安南區中洲寮保安宮、安南區溪心寮保安宮、安南區學甲寮慈興宮、安南區三塊厝大慈宮、北區鄭子寮福安宮

- 新北市：永和區台北天旨保安宮

- 桃園市：桃園區慈濟宮

- 雲林縣：古坑鄉溪底寮南昌宮、土庫鎮聖保宮

- 嘉義縣：竹崎奉明宮

- 高雄市：鳳邑保興宮、鳳邑代天宮、鳥松區白礁慈濟宮、鼓山慈濟宮、鼓山慈仁宮、高雄東隆宮、苓雅區五塊厝慈聖宮、林園區龔厝玉旨保安宮、林園區玉旨靈慈宮

- 屏東縣：屏東市慈和宮、南州鄉忠德堂

- 台東縣：旭橋慈保宮、台東市卑南南清宮

- 特殊分靈廟宇：學甲慈濟宮分靈廟中特殊者乃是分靈至福建晉江的寶泉庵，乃是清代晉江深滬人旅居台灣，由台南學甲迎請回鄉祀奉，並進而分靈至香港、菲律賓馬尼拉、宿霧等地。另外尚有泉州市麒麟山慈濟宮亦是學甲慈濟宮之分靈廟。

## 管理組織
在1948年以前，按日治時期廟宇的通例，設置管理人，負責掌理廟務，另有爐主、頭家等參與祭祀活動，1949年後，成立「慈濟宮管理委員會」，設置董事、監事管理。1962年起，登記為「財團法人臺灣省臺南縣學甲慈濟宮」，組織信徒代表大會，選舉董事會與監事會，下設總幹事一名。董事會設董事十五名，互選五人為常務董事，再由董事自常務董事中選出一名擔任董事長；監事會設監事五名，互選一人為監事主席

### 爐主與頭家
除董監事會掌理廟務之外，另由祭祀圈內下角、中角、後角輪流擔任爐主，每年由輪值角頭，推派十六人於保生大帝神像前擲筊決定爐主、協會、副會各一人，其餘十三人則擔任頭家，爐主與頭家主要負責祭祀工作，任期皆為一年。

## 附近景觀
位於學甲市區，附近有頑皮世界野生動物園、錦鯉之鄉休閒農場等觀光地點。

## 外部連結
- 官方网站（页面存档备份，存于）
- 學甲慈濟宮的Facebook專頁（页面存档备份，存于）
- 南瀛觀光資源網